# Shimako Satō
Shimako Satō (佐藤 嗣麻子, Satō Shimako) est une réalisatrice et scénariste japonaise née en 1964 à Mizusawa (ja) dans la préfecture d'Iwate.

## Biographie
Shimako Satō étudie à l'Asagaya College of Art and Design, puis entre à la London Film School en 1987. En 1992, elle commence sa carrière.

## Filmographie partielle

### Comme réalisatrice
La mention « +scénariste » indique que Shimako Satō est aussi auteur du scénario.
- 1992 : Tale of a Vampire (ヴァージニア, Bājinia?) +scénariste
- 1995 : Eko Eko Azarak: Wizard of Darkness (エコエコアザラク, Eko eko azaraku?) +scénariste
- 1996 : Eko Eko Azarak 2: Birth of the Wizard (エコエコアザラクⅡ, Eko eko azaraku II?) +scénariste
- 2008 : K-20 : L'Homme aux 20 visages (K-20 怪人二十面相・伝,, Kē-tuentī: Kaijin nijū mensō den?) +scénariste
- 2011 : Unfair the Answer (アンフェア the Answer, Anfea ji ansā?) +scénariste
- 2015 : Unfair the End (アンフェア the End, Anfea ji endo?) +scénariste

### Comme scénariste
- 2010 : Space Battleship (SPACE BATTLESHIP ヤマト, Space Battleship Yamato?) de Takashi Yamazaki